# Cacopsylla ribesiae
Cacopsylla ribesiae är en insektsart som först beskrevs av Crawford 1911.  Cacopsylla ribesiae ingår i släktet Cacopsylla och familjen rundbladloppor. Inga underarter finns listade i Catalogue of Life.